# Тайната на изповедта
Тайната на изповедта (на испански: Secreto de confesión) е мексиканска теленовела, създадена от Мариса Гаридо и режисирана и продуцирана от Ернесто Алонсо за Телесистема мехикано през 1965 г.
В главните роли са Кармен Монтехо, Роберто Каниедо, Ектор Гомес и Беатрис Шеридан.

## Актьори
- Кармен Монтехо – Алисия
- Роберто Каниедо – Хорхе
- Ектор Гомес – Карлос
- Беатрис Шеридан – Кармела
- Кармелита Гонсалес – Росана
- Берта Мос – Беатрис
- Лусила де Кордова – Съседка
- Хорхе дел Кампо – Раул
- Оскар Морели – Густаво
- Нора Вейран – Луча
- Йоланда Сиани – Луиса

## Премиера
Премиерата на Тайната на изповедта е през 1965 г. по Canal 4.